# (1043) Beate
(1043) Beate ist ein Asteroid des Hauptgürtels, der am 22. April 1925 von dem deutschen Astronomen Karl Wilhelm Reinmuth an der Landessternwarte Heidelberg-Königstuhl der Universität Heidelberg entdeckt wurde.
Der Asteroid wurde vermutlich auf Vorschlag von Gustav Stracke benannt.